# Phillip Greenlief
Phillip Greenlief (* 14. Februar 1959 in Los Angeles) ist ein US-amerikanischer Jazzsaxophonist, Komponist und Musikproduzent.

## Leben und Wirken
Greenlief spielte als Kind Trompete und Gitarre, bevor er Mitte der 1970er Jahre zum Saxophon wechselte. Er studierte an verschiedenen Musikschulen der Westküste und erwarb an der University of Southern California den Grad eines Bachelor für Musikerziehung und eines Master für Literatur des 20. Jahrhunderts. Er leitet die musikalische Ausbildung an der San Francisco Waldorf High School und unterrichtet Saxophon, Komposition und Improvisation an der Oakland School for the Arts und am East Bay Center for the Performing Arts.
Seit 1982 tritt Greenlief als Solist bei Jazzfestivals in den USA und Europa auf, beispielsweise auf dem North Sea Jazz Festival, dem Zelt-Musik-Festival oder den Nickelsdorfer Konfrontationen. 1998 lebte er in Sankt Petersburg, wo er mit der Singer-Songwriterin Jelena Kolokolnikowa und dem Volksensemble Dubinuschka auftrat und aufnahm. Neben seiner Arbeit als Solist ist er in Duoformationen mit Karen Fox, Biggi Vinkeloe, David Boyce, Jorrit Dijkstra, Joëlle Léandre, Gust Burns, Andreas Willers und Cory Wright aktiv. Er trat mit den Gruppen shudder (mit Kyle Bruckmann und Lance Grabmiller), Citta di Vitti (mit Lisa Mezzacappa und Jason Levis), Bush of Ghosts (mit Jen Baker und Damon Smith) und dem 2 + 2 Project (mit Jon Raskin) auf und ist Gründungsmitglied des The Lost Trio. 
Außerdem gründete Greenlief 1995 das Label Evander Music, das zeitgenössische Kompositionen, Improvisationsmusik und modernen Jazz veröffentlicht. Er entwickelte die Idee zu dessen Gründung nach Kennenlernen des Multiinstrumentalisten Vinny Golia und dessen 9 Winds Label. 2018 war er Gastdozent an der Hochschule für Musik und Tanz Köln. Greenlief komponierte neben Werken für Solosaxophon, Klarinettenduo, Saxophonquartett und größere Jazzensembles auch Schauspiel-, Ballett- und Filmmusiken.
Nach einigen Jahren in Vancouver kehrte Greenlief 1993 für ein Studium an der University of Southern California in die Bay Area zurück. Seit über 20 Jahren lebt er in Oakland.

## Diskographische Hinweise
- Collect My Thoughts mit Scott Amendola, 1995
- Ashley Adams Trio: Flowers for Mrs. Dalloway mit Adam Ashley, Michel Dumonceau, 1997
- Trio Putanesca: Live at Yoshi’s mit Adam Levy, Dan Seamans, 1998
- The Lost Trio: Remembrance of Songs Past mit Dan Seamans, Tom Hassett, 1999
- Moe!kestra!: Two Forms of Multitudes: Conducted Improvisations mit Moe! Staiano, Michael Zelner, Alan Anzalone, Jason Ditzian, Tom Djll, Jennifer Baker, Jeff Hobbs, Cheryl E. Leonard, Bobby Todd, Matt Lebofsky, Peter Conheim, Robert Silverman, Tyler Cox, 2003
- Stalking Andrei, Soloalbum, 2004
- Reel Change: Open in Total Darkness: Soundtracks for Films by David Michalak mit Andrew Voigt, Joe Sabella, Adam Hurst, David Michalak, Tom Nunn, George Cremaschi, 2004
- Ahimsa Orchestra mit Harris Eisenstadt, Steve Adams, Liz Allbee, David Brandt, Kyle Bruckmann, George Cremaschi, Bill Horvitz, Noah Phillips, Sara Schoenbeck, Kris Tiner, Toyoji Tomita, Omid Zoufonoun, Ellen Burr, Bill Casale, Jessica Catron, Alex Cline, Dan Clucas, 2005
- Seared Circuit Incident, Soloalbum, 2006
- Susan Alcorn & Phillip Greenlief: Prism Mirror Lens (2019)
- Bellingham for David Ireland, 2020
- Kyle Bruckmann, Tim Daisy, Phillip Greenlief, Lisa Mezzacappa: Semaphore, 2023
- Phillip Greenlief & Jon Raskin: 2 + 2 with Shoko Hikage and Kanoko Nishi (2024)
- Phillip Greenlief & Kris Tyner: See You This Time (2024)

## Belege
1. ↑  AAJ-Porträt Greenlief
2. 1 2  The Humble Life of Phillip Greenlief: One of the Bay Area's most prolific composers, Porträt von Andrew Gilbert im East Bay Express vom 6. Juli 2011, abgerufen am 1. März 2015.

| Personendaten    | Personendaten                     |
| ---------------- | --------------------------------- |
| NAME             | Greenlief, Phillip                |
| KURZBESCHREIBUNG | US-amerikanischer Jazzsaxophonist |
| GEBURTSDATUM     | 14. Februar 1959                  |
| GEBURTSORT       | Los Angeles                       |